# 古瑞明
古瑞明（1929年—1954年7月27日），臺中市東勢區人，其兄為二七部隊副官古瑞雲，1948年自香港隨林英傑返台發展組織，被自首的表哥古文奇供出而判處死刑，1954年7月27日槍決於安坑刑場。

## 生平
古瑞明，日治臺中州東勢郡客家人，1929年生，父親古天粦是獸醫，1941年其兄古瑞雲考入台中商業學校，由於中日戰爭正酣，經常受到日本同學譏笑為「清國奴」的古瑞雲萌發反日思想，在校參加「反日研究會」遭無限期停學，古瑞明深受其兄影響，也加入反日行列。
1945年，二戰結束後古瑞雲與同學何集淮在「台中終戰聯絡所」擔任通譯。透過何集淮介紹認識了謝雪紅，古瑞雲成為謝雪紅的乾兒子，1947年二二八事件爆發，古瑞明當時就在謝雪紅任校長的台中建國工藝學校就讀，一併加入謝雪紅在台中組織「二七部隊」武裝起義，古瑞雲擔任副官，在台中及嘉義地區進行武裝抗爭。
解散後古瑞雲前往嘉義小梅與陳篡地連繫，由於遭到政府通緝，古瑞雲與謝雪紅、楊克煌一同戲劇性的在左營搭上軍艦潛逃到香港，1948年，古瑞明與古文奇也到香港找尋謝雪紅等人，古瑞明與古文奇在香港接受訓練後，隨林英傑一同返回台灣從事地下活動，古瑞明與古文奇返台後負責宣傳工作。
古瑞明回台後至1950年，先後吸收，黃金島、陳光雲、王潮漳、賴錦聰、黃欽鎰等加入。黃金島等曾參加「二七部隊」武裝起義，古瑞明曾計畫蒐集武器在八仙山建立武裝基地未果。
1951年10月古文奇主動向台中市憲兵隊投案自首，供出古瑞明等人，導致古瑞明、陳光雲、黃金島、王潮漳、黃欽鎰、賴錦聰、陳忠耀、張錦春等人遭到逮捕，由於古瑞明是案首，最終被判處死刑，1954年7月27日槍決於台北新店安坑刑場。

## 紀念
1957年整風開始後謝雪紅遭到批鬥，古瑞雲也因此被下放上海近郊勞改，1958年開除黨籍，任上海外語學院日文教授，在文革時古瑞雲遭到無情批鬥，為了紀念古瑞明與對祖母周阿招的懷念，古瑞雲改名為周明。
2013年10月，北京西山國家森林公園的無名英雄廣場上立有無名英雄紀念碑，為紀念1950年代在台灣被處決「隱避戰線烈士」而設立，古瑞明銘刻於紀念碑上。

## 平反
2019年2月27日，促進轉型正義委員會第三批平反，依據促轉會第16次、第18次、第19次委員會議決議，撤銷受難者黃頂君等1050人之刑事有罪判決暨其刑，其中(42)審三字第 2 號，有關古瑞明意圖以非法之方法顛覆政府而著手實行之有罪判決暨其刑及沒收之宣告正式撤銷。